# Puławy
Puławy [ puˈwavɨ ] és una població de l'est de Polònia, a la província de Lublin, establerta entre els rius Vístula i Kurówka. D'acord amb el GUS (l'Oficina d'Estadística Central) de 2006, la vil·la té una població de 49,839 habitants. Puławy és la capital del Comtat de Puławy
Molt a prop es troba Kazimierz Dolny, una encantadora vil·la medieval amb una antiga plaça de mercat, vorejada per cases antigues, botigues, esglésies i una sinagoga.

## Història i monuments
Des del segle xvii Puławy va ser el lloc on es trobava la residència dels Lubomirski, igual que després la dels Sieniawski, ambdues famílies de la noblesa polonesa. El 1784 va passar a ésser propietat del príncep Adam Kazimierz Czartoryski i de la seva dona, la princesa Izabela Czartoryska, nascuda Fleming. Sota el seu govern, després de la pèrdua de la independiència de Polònia, el 1795 el palau va esdevenir un museu de la memòria nacional polonesa i un centre de gran importància cultural i política. Després d'haver sufocat l'Aixecament de novembre de 1830-1831, l'Estat va ser absorbit pel govern rus. Les col·leccions del palau que van aconseguir ésser salvades van constituir el nucli de l'actual Museu Czartoryski a Cracòvia.
El 1869 hi va ser fundat un Institut d'Agricultura i Forestal. Un dels seus primers estudiants va ser el futur escriptor Bolesław Prus (qui va passar part de la seva infantesa a la vil·la polonesa).
Durant la Primera Guerra Mundial, el 13 d'agost del 1920 Józef Piłsudski, Cap d'Estat polonès, va deixar Varsòvia i va establir el seu quarter militar a Puławy. LExèrcit Roig havia pres gran part de l'est de Polònia i va assetjar Varsòvia. Per mitjà del seguiment per ràdio de Piłsudski, Criptoanàlisi i els serveis d'intel·ligència, es va poder detectar el punt feble al front soviètic a la regió de Puławy, i es va ordenar una concentració de forces poloneses als voltants de les ribes del riu Wieprz. El 18 d'agost del 1920, l'exèrcit polonès va llançar un contraatac dirigit des de Puławy que hauria de vorejar i derrotar unes forces soviètiques d'aproximadament 177,000 soldats. L'atac va expulsar l'Exèrcit Roig de Polònia i va establir la seguretat al país durant dues dècades, fins a la Campanya de Polònia.
Durant la Segona Guerra Mundial, tres camps de concentració van operar a la rodalia de Puławy. La població jueva de la ciutat, al voltant de 3600 persones, va ser inicialment confinada dins un gueto i després va ser assassinada al camp de Sobibor.
Des del 1966, una extensa planta química (Zakłady Azotowe Puławy) al nord de la població produeix fertilitzants. Recentment ha esdevingut la productora més gran de melamina al món.
El símbol més característic de Puławy és el palau clàssic-barroc i els jardins, dels anys 1676-79, remodelat durant els anys 1722-36 i després un altre cop el 1800. Inclou els pavellons d'estil clàssic corresponents a inicis del segle xix. Tot això va fer que Puławy es donés a conèixer com l'Atenes polonesa. Un d'aquests temples, el Temple de la Sibil·la, construït amb columnes de forma circular, és l'escenari del micro-conte de l'escriptor polonès Bolesław Prus "La floridura de la Terra"

## Imatges de Puławy

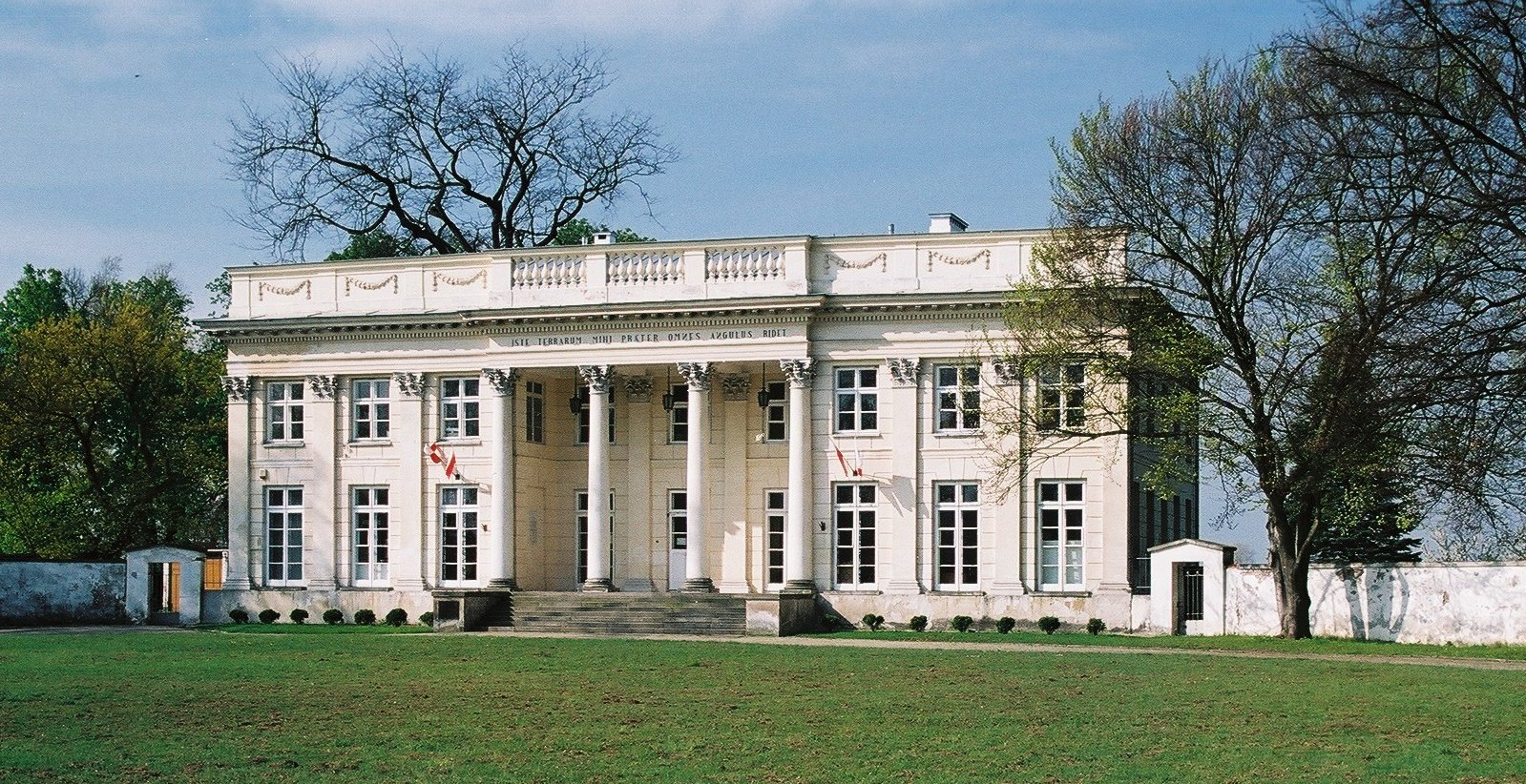
Palau de Marynka, Puławy.
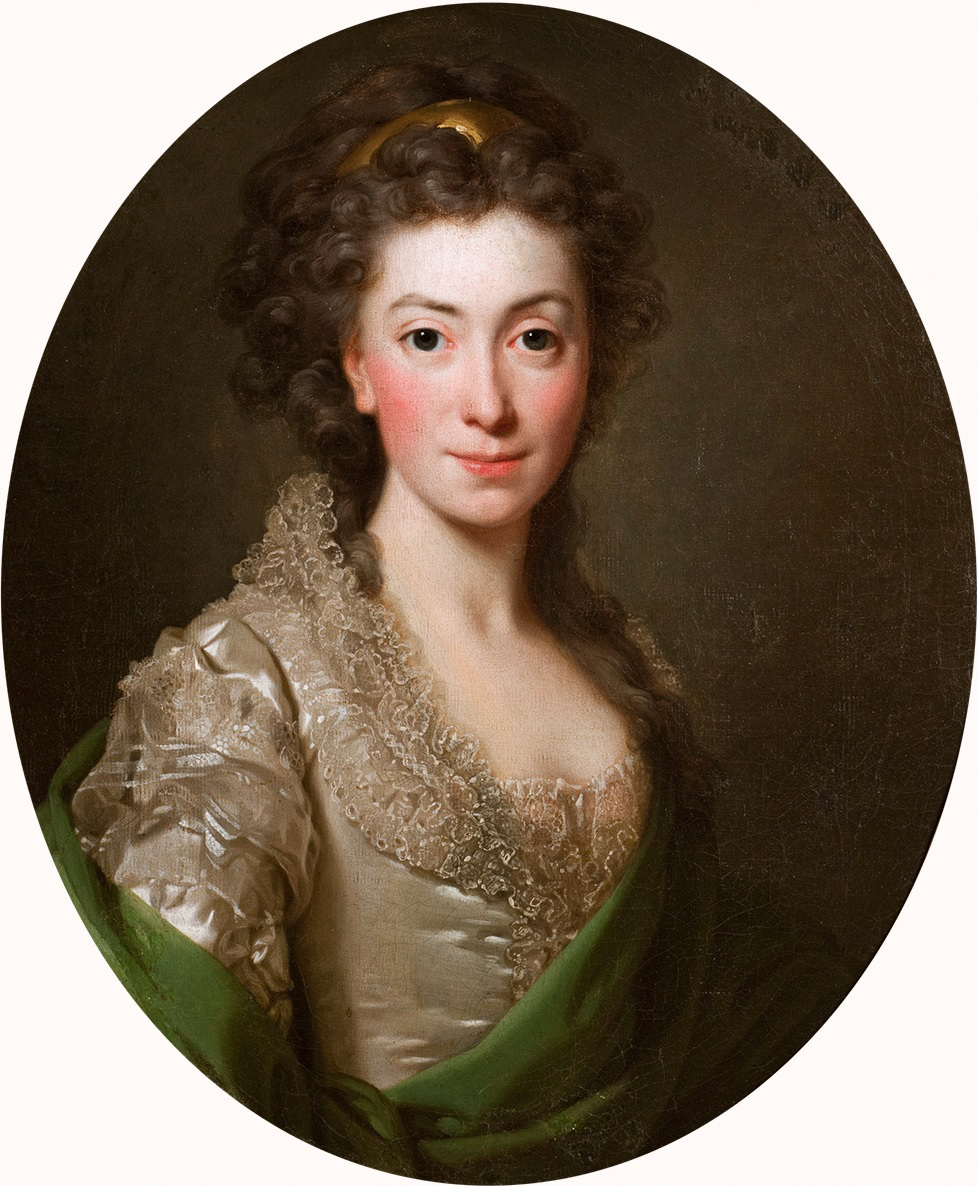
Izabela Czartoryska, de cognom de soltera Fleming.
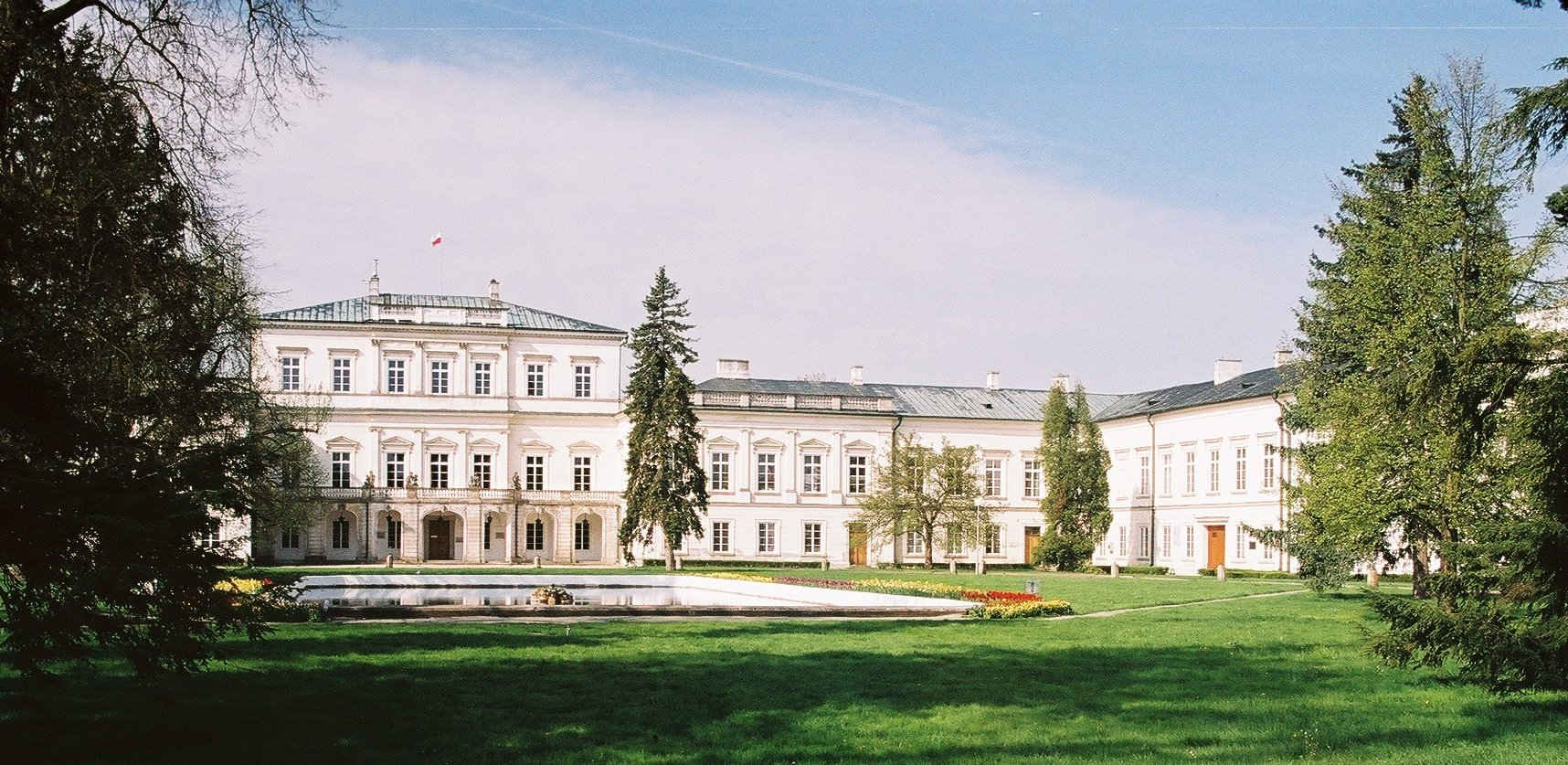
Palau Czartoryski des del jardí davanter.
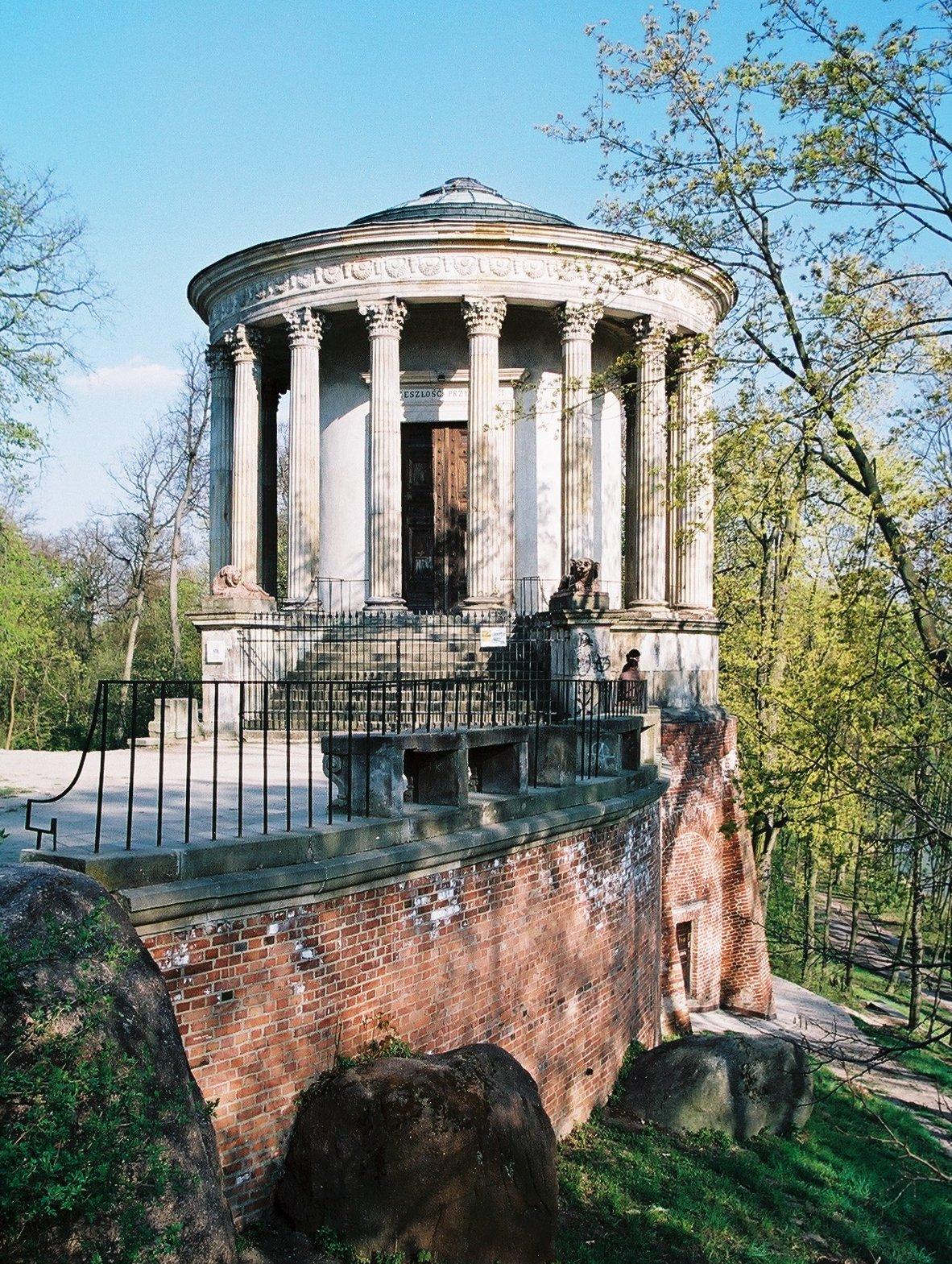
Temple de la Sibil·la, als jardins de palau, Puławy.
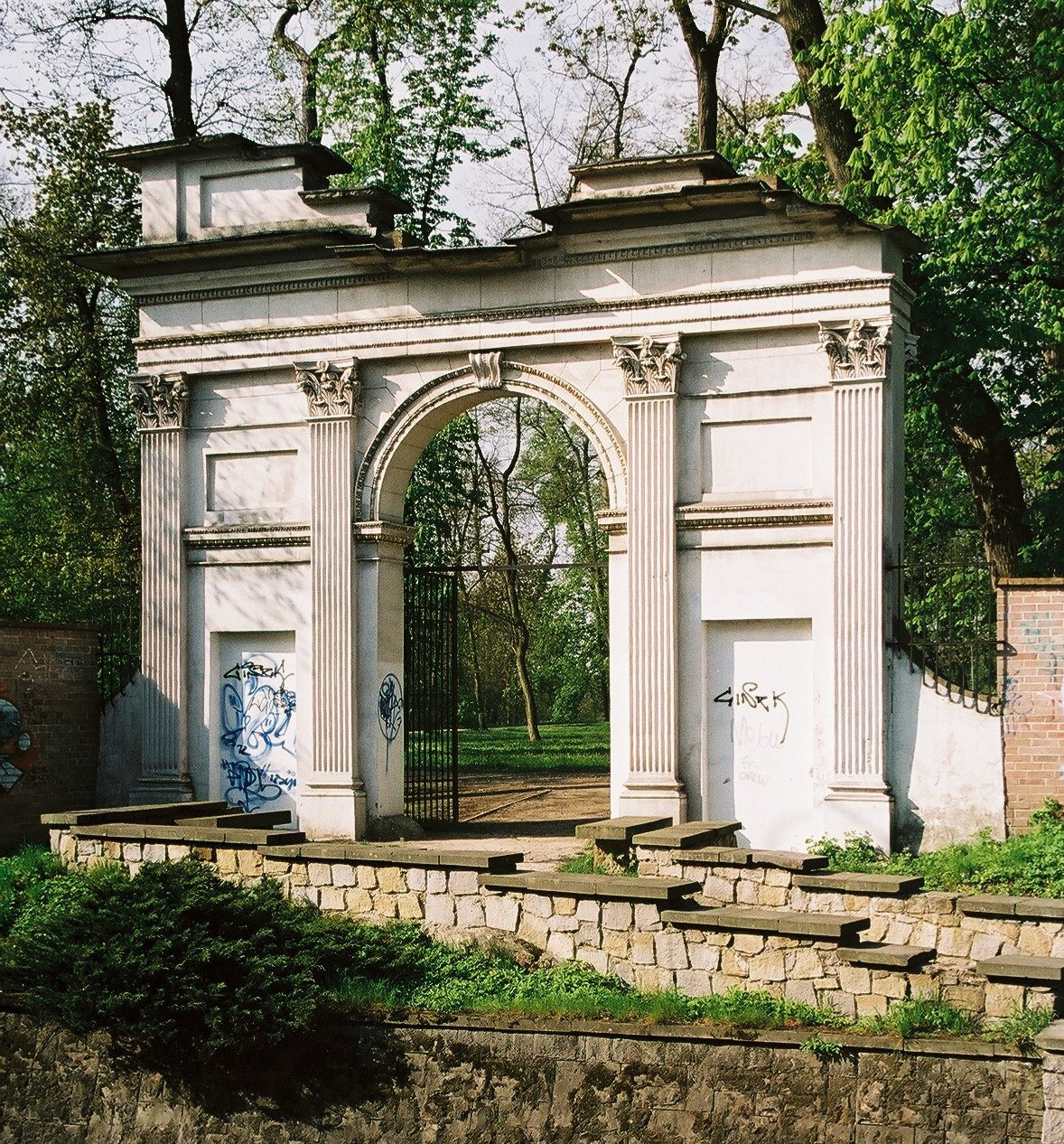
Porta romana, als jardins del palau.
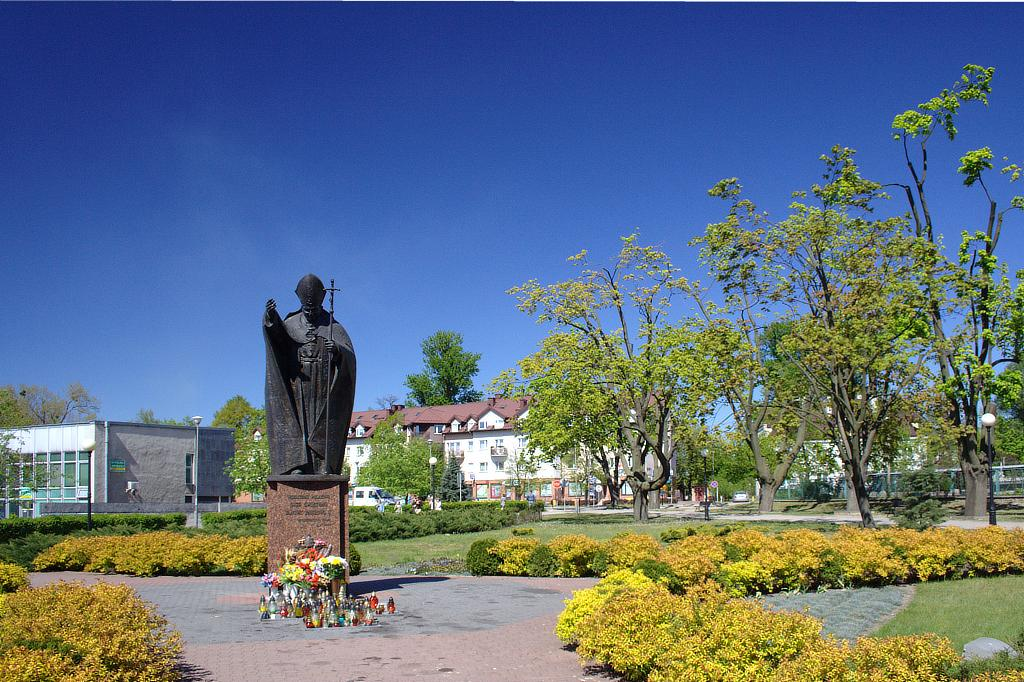
Monument a Joan Pau II
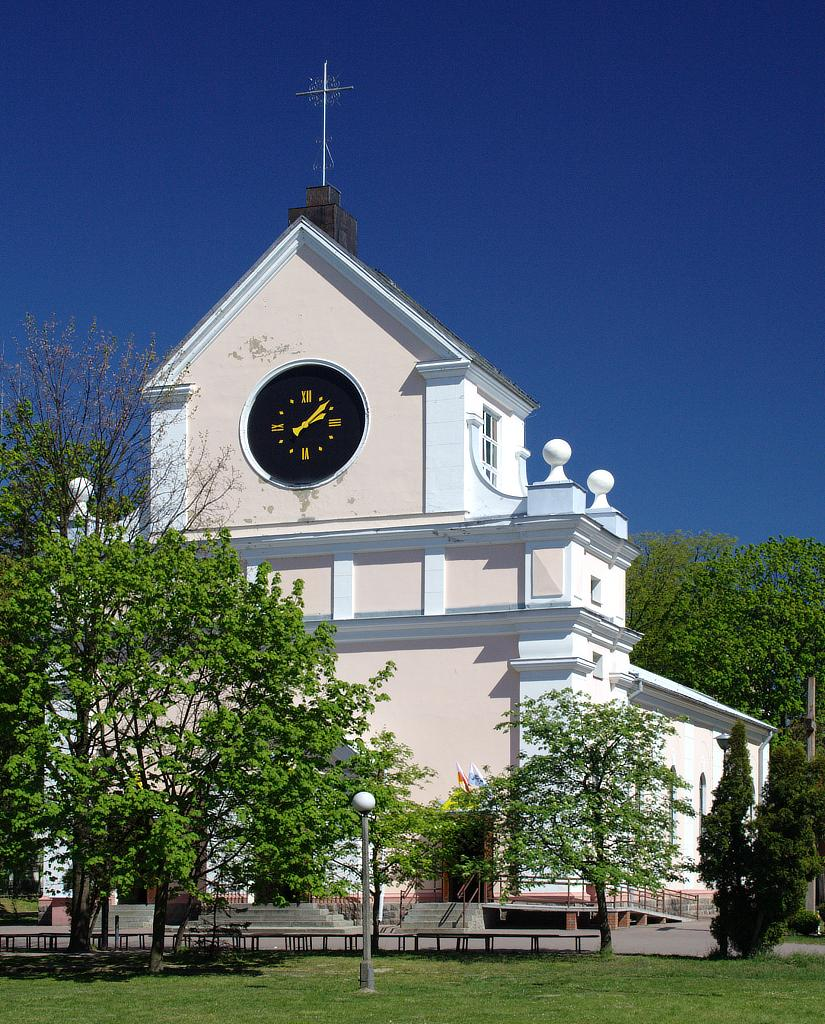
Església Matki Bożej Różańcowej
Panorama del barri de Niwa
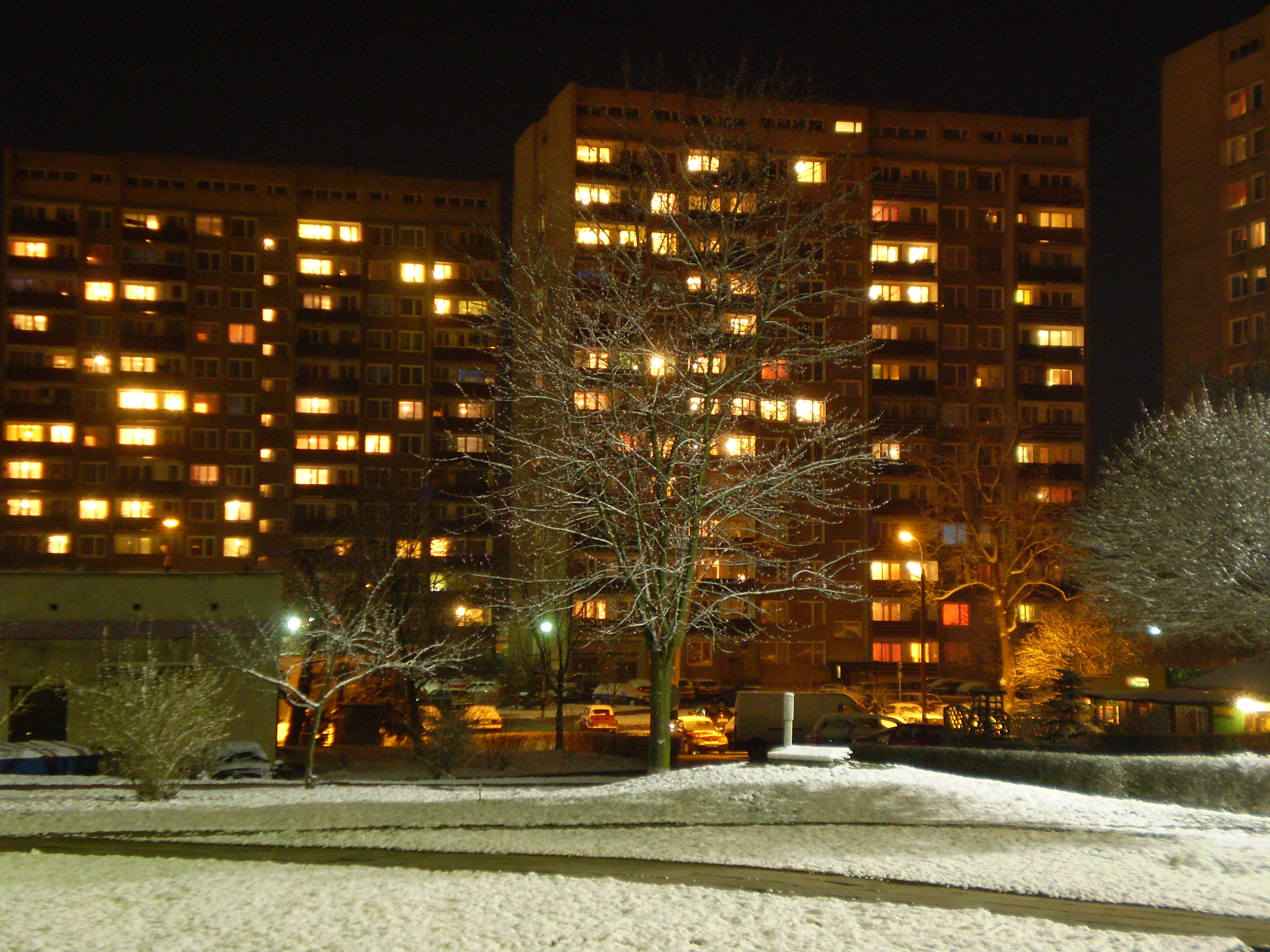
Gratacels al barri de Kołłątaja
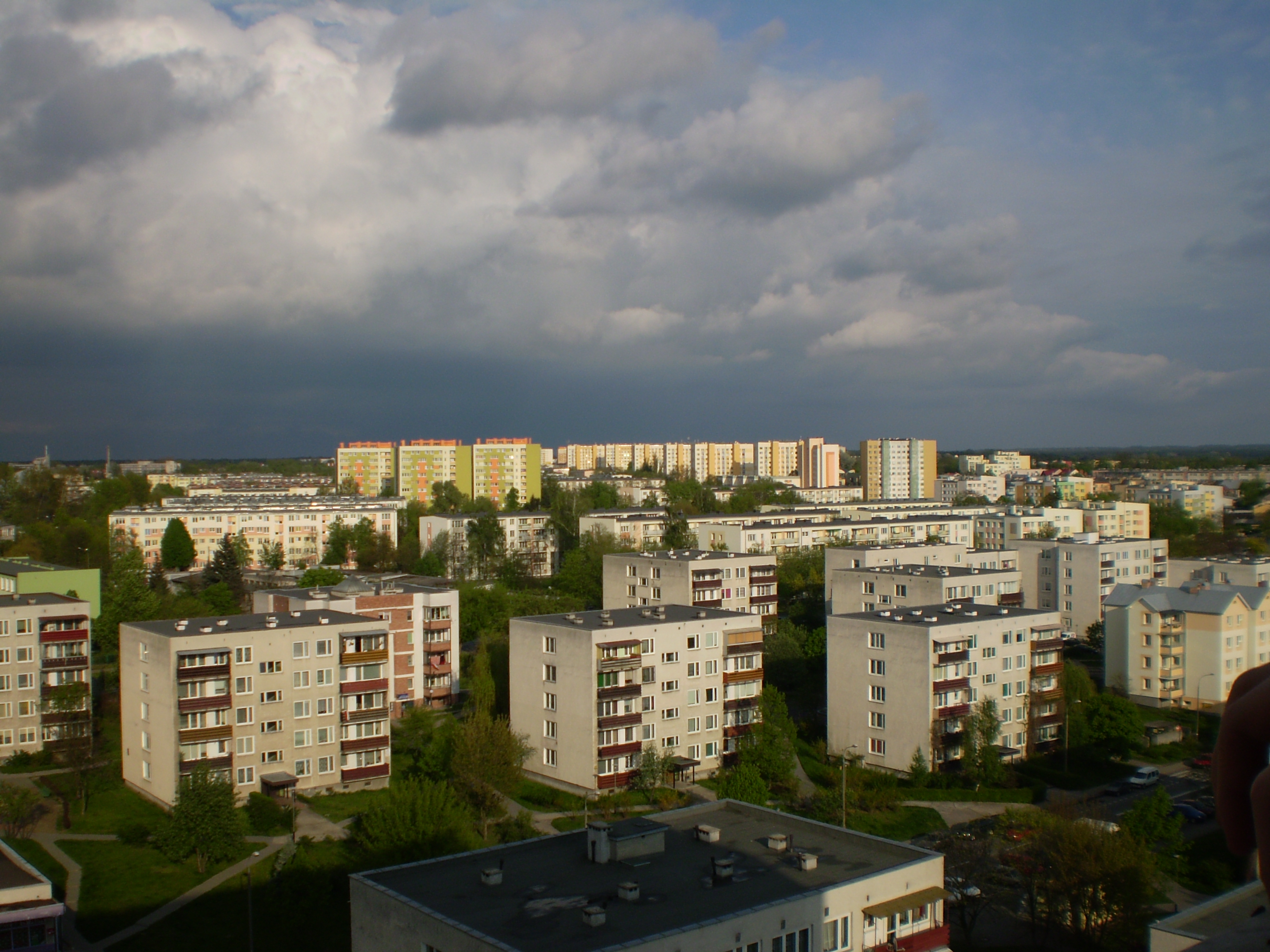
Barri de Kołłątaja